# Albrecht von Kolowrat

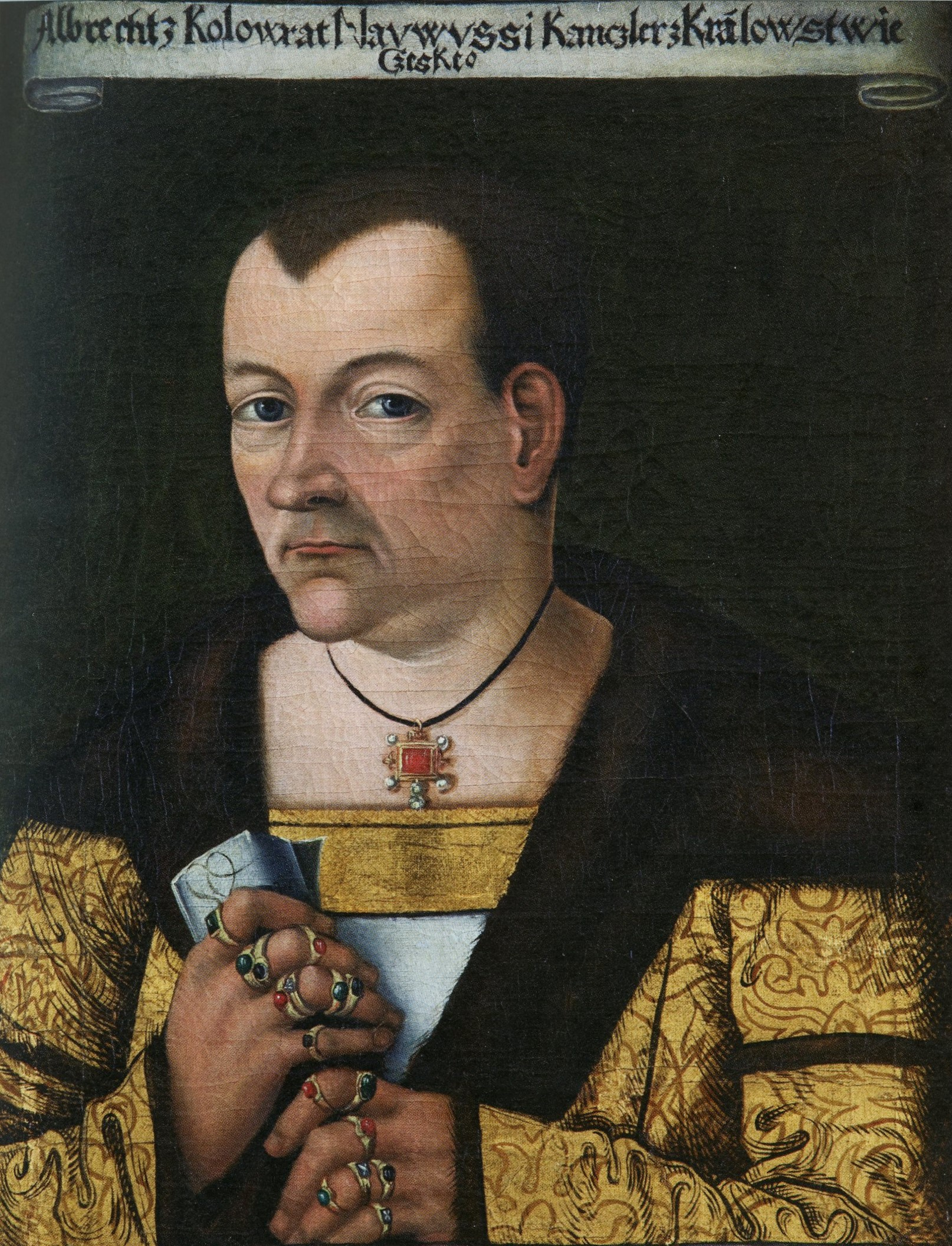
Albrecht von Kolowrat

Albrecht (IV.) von Kolowrat auf Liebstein (* 1463; † 15. Mai 1510) war ein einflussreicher böhmischer Politiker. Er war Burggraf von Karlstein, Oberstlandhofmeister bzw. Oberstkanzler.

## Leben
Er stammte aus dem alten böhmischen Adelsgeschlecht Kolowrat. Seine Eltern waren der Domherr Johann (II.) Kolowrat († 1483) und Katharina geb. Sternberg († 1465). 1497 fungierte er als Burggraf von Karlstein. 1501 bekleidete er unter König Wladislaw II. die Würde eines Hofmarschalls, Oberstlandhofmeisters und Oberstkanzlers. Im Laufe seines Lebens konnte er sich ein beträchtliches Vermögen und Grundbesitz aneignen. Er besaß u. a. die Güter Liebstein, Perštejn, Mělník, Kladruby, Krupka, Lovosice und das Kloster Altzella. Auf seine Initiative kam am 3. Februar 1504 der sogenannte Kolowratische Vertrag zustande, der ein Streit zwischen den geistlichen und weltlichen Ständen Schlesiens schlichtete. Noch im selben Jahr kämpfte er im Landshuter Erbfolgekrieg an der Seite des Pfalzgrafen Ruprecht. Nach der Eroberung mehrerer Schlösser und Städte stieß Albrecht mit seinen Truppen bei Regensburg zum pfälzischen Heer vor, erlitt jedoch nach Abzug desselben eine verheerende Niederlage. In der Schlacht von Wenzenbach am 12. September 1504 fiel sein gleichnamiger Sohn.
Im darauf folgenden Jahr belagerte er im Namen der böhmischen Stände die Stadt Elbogen. In einem Vergleich vom 21. Mai 1506 fiel das Elbogener Gebiet wieder an die Krone Böhmens, die Schlicks jedoch blieben weiter die Besitzer der Stadt. Albrecht stiftete für den Prager St. Veitsdom den Ottilienaltar und für das Kloster Mariaschein bei Teplitz eine Kapelle. Nach dem Tode seiner zweiten Frau soll er in den geistlichen Stand getreten und 1510 als Administrator des Erzbistums Prag gestorben sein. Er hinterließ keine Nachkommen.

## Familie
Albrecht von Kolowrat war in erster Ehe mit Anna Freiin von Starz (Straz aus dem Geschlecht der Rosenberger)  und in zweiter Ehe mit Anna Freiin von Rowanec verwitwete Waldstein verheiratet. Seine zweite Ehe blieb kinderlos.